# بيراقوم (شرقي أردبيل)
بیراقوم (بالفارسية: پیراقوم) هي قرية تقع في إيران في أردبيل. يقدر عدد سكانها بـ 1,569 نسمة .